# Dobrić Dobričević
Dobrić Dobričević (dalmatski: Bonino De' Bonini; Lastovo, Dubrovačka Republika 1454. – Treviso, Italija, 1528.) bio je jedan od pionira tiskarstva u Europi koji je najveći dio svog života proveo u Mletačkoj Republici.

## Životopis
Već kao mladić preselio se u Veneciju, tu je postao suradnik i partner poznatog tiskara iz Kotora Andrije Paltašića (on se potpisivao  "Cattarensis",  "Kotoranin" a Dobričević "di Raguxi" odnosno  "di Ragusi"), s njim je otisnuo i objavio spise ranokršćanskog spisatelja Laktancija (250. – 320.). Nakon Venecije, preselio se u Veronu i tu otvorio tiskaru, u Veroni je 1472. tiskao djelo Roberta Volturija "De re militari". Nakon Verone otišao je u Bresciu, tu objavio i otisnuo najveći dio svog opusa  (oko 50 knjiga). Među njima istaknuto mjesto zauzimaju djela antičkih spisatelja; Tibula, Vergilija, Plutarhа i Ezopа. Među prvima je otisnuo 31. svibnja 1487. Danteovu «Božanstvenu komediju» s komentarima Cristofora Landina i šesdesetak ilustracija u drvorezu (prvu Božanstvenu komediju otisnuo je 1481. firentinac Nicolò di Lorenzo Lamagna).

### Odlazak u Francusku
Nakon Bresce Dobričević se oko 1497. naselio u Lionu Francuska, nadalje se bavio tiskarstvom i izdavaštvom, ali i tadašnjom špijunažom, postao je izvjestitelj Mletačke Republike.

### Zaređenje
Pred kraj svog života, oko 1499., Bonino de Boninis postao je svećenik u Trevisu. Dobričević nikad nije zaboravio svoje rodno Lastovo koje je često posjećivao, pri kraju života poklonio je lokalnoj crkvi sliku Sv. Marije (rad Francesca di Vittore Bissola) s posvetom; "Virgini Matri Boninus de Boninis decanus Tarvisinus aere suo ff MDXVI".
Dobričević je kao mirni povučeni svećenik umro u Trevisu 1528. godine.
Danas se najveći dio originalnih Dobričevićevih knjiga čuva u Britanskom muzeju, u Londonu, oko 19 primjeraka posjeduju i hrvatske biblioteke.

## Vanjske poveznice
- Dobrić Dobrićević Hrvatska tehnička enciklopedija, portal hrvatske tehničke baštine. LZMK